# Angry Again
«Angry Again» (en español: «Enojado otra vez») es una canción de heavy metal realizada en 1993 por el grupo Megadeth, compuesta por Dave Mustaine. La canción fue escrita exclusivamente para su inclusión en la película de acción satírica de 1993, Last Action Hero, dirigida por John McTiernan que protagonizó Arnold Schwarzenegger y apareció en la banda sonora de la película. La canción no fue incluida en ninguno de los álbumes de estudio oficial de grupo musical, pero apareció en el EP Hidden Treasures en 1995 y en varias compilaciones posteriores.
La canción fue un éxito financiero y tuvo una recepción positiva por los críticos. Fue nominado a "Mejor interpretación de metal" en los premios Grammy de 1993, que fue su cuarta nominación consecutiva de Megadeth en esta categoría.
La canción se convirtió en uno de los favoritos de los fanáticos y continúa siendo interpretada en sus conciertos en vivo en forma semi-regular hoy en día.

## Composición
Dave Mustaine compuso la canción en un día, medio dormido escuchando la melodía de la canción «Should I Stay or Should I Go» del grupo The Clash, y fue grabado inicialmente durante la gira de Countdown to Extinction, pero no fue incluido en el álbum de estudio. Cuando Dave escribió la canción, estaba enojado con su grupo, promotores y un montón de particularidades de la organización y continuó teniendo algunos problemas con las drogas otra vez. La culminación de sus problemas de estrés le inspiró para escribir la canción, que fue apropiadamente titulada «Angry Again».

## Video musical
El video musical de la canción fue dirigido por Wayne Isham, que ha dirigido otros videos del grupo, incluyendo «Train of Consequences», «Sweating Bullets», «99 Ways to Die» y «Symphony of Destruction». El video fue difundido masivamente por MTV, en el que contiene imágenes de los miembros de Megadeth interpretando la canción intercalado con las escenas de Last Action Hero. El video musical sirvió para promover tanto la canción como grupo y la película.

## Posicionamiento en listas
| Lista (1993)                            | Mejor posición |
| --------------------------------------- | -------------- |
| Estados Unidos (Mainstream Rock Tracks) | 18             |

## Personal
- Dave Mustaine: Voz y guitarra rítmica.
- Marty Friedman: Guitarrista líder.
- David Ellefson: Bajo.
- Nick Menza: Batería.